# Ulica Tadeusza Płoskiego w Olsztynie
Ulica Tadeusza Płoskiego – jedna z głównych, wylotowych ulic Olsztyna. Rozciąga się od skrzyżowania al. gen. W. Sikorskiego z ul. Wilczyńskiego. Stanowi granicę pomiędzy dwoma południowymi osiedlami Generałów i Jaroty.
Patronem ulicy został tragicznie zmarły w 2010 r. w katastrofie lotniczej pod Smoleńskiem ks. bp. Tadeusz Płoski.

## Dane drogi
Droga stanowi przedłużenie al. gen. W. Sikorskiego. Została wybudowana dopiero w 2010 r., choć zaprojektowana została już w latach 80. XX w.. Została wybudowana głównie w celu przejęcia ruchu samochodowego z wąskiej ul. Jarockiej, z której przeniesiono na ul. Płoskiego wyjazd z Olsztyna.
Ulica Płoskiego jest drogą posiadającą dwie jezdnie, oddzielone pasem zieleni, po dwa pasy ruchu w każdym kierunku.
Na trasie ulicy zainstalowane są 2 sygnalizacje świetlne:
- przy skrzyżowaniu z al. gen. W. Sikorskiego i z ul. Wilczyńskiego
- przy skrzyżowaniu z ul. W. Witosa i z ul. Bukowskiego.

Od 2015 r. wzdłuż ulicy na odcinku od al. Sikorskiego do ul. Witosa przebiega torowisko tramwajowe, po którym kursują linie 1 i 2.